# Chiesa dei Santi Filippo e Giacomo (Rigolato)
La chiesa dei Santi Filippo e Giacomo è la parrocchiale di Rigolato, in provincia ed arcidiocesi di Udine; fa parte della forania della Montagna.

## Storia
La prima citazione di una chiesa a Rigolato risale al XIV secolo. Questa chiesetta fu probabilmente restaurata nei secoli successivi. L'attuale parrocchiale venne costruita tra il 1734 ed il 1735 su progetto del tolmezzino Domenico Schiavi; la consacrazione impartita nel 1735 dal patriarca di Aquileia Daniele Dolfin. L'edificio venne rimaneggiato nel 1744. 
Tra il 1939 ed il 1940 fu rifatto il pavimento del presbiterio. Negli anni ottanta il presbiterio subì delle modifiche e venne collocato il nuovo altare rivolto verso l'assemblea. Infine, la chiesa fu completamente ristrutturata all'inizio del XXI secolo.

## Descrizione

### Interno
All'interno della chiesa sono conservate diverse opere di pregio, tra cui l'altare maggiore in marmi policromi, ai lati del quale vi sono due statue di santi, e gli affreschi, eseguiti verso il 1930, raffiguranti Angeli e gli Evangelisti.